# L'Œuf électrique
Pour les articles homonymes, voir Œuf et électrique.
L'Œuf électrique (electric egg, en anglais) est un prototype concept-car futuriste de voiture électrique cyclecar de 1938, du designer industriel parisien Paul Arzens (1903-1990). Réalisée en 1942, elle est acquise par le musée des Arts et Métiers de Paris en 1993, qui la dépose à la collection Schlumpf de la Cité de l'automobile de Mulhouse en Alsace 

## Historique
Le designer parisien de l’École nationale supérieure des Beaux-Arts de Paris (dont le bureau d'études est basé rue de Vaugirard à Paris) créé ce prototype de voiture électrique légère économique futuriste (pour son époque) en 1938 (en même temps que son concept-car La Baleine) puis le construit pendant la Seconde Guerre mondiale en 1942.

### Carrosserie
La carrosserie sphérique, avec arrière fastback, est inspirée des cyclecar d'entre-deux-guerres, et des formes bioniques d'œuf, de bulle, ou de goutte d'eau. Elle est réalisée en matériaux légers, en aluminium ; le châssis est un tube en duralinox, le pare-brise et les portières sont en plexiglas thermoformé, pour une masse à vide de 350 kg.

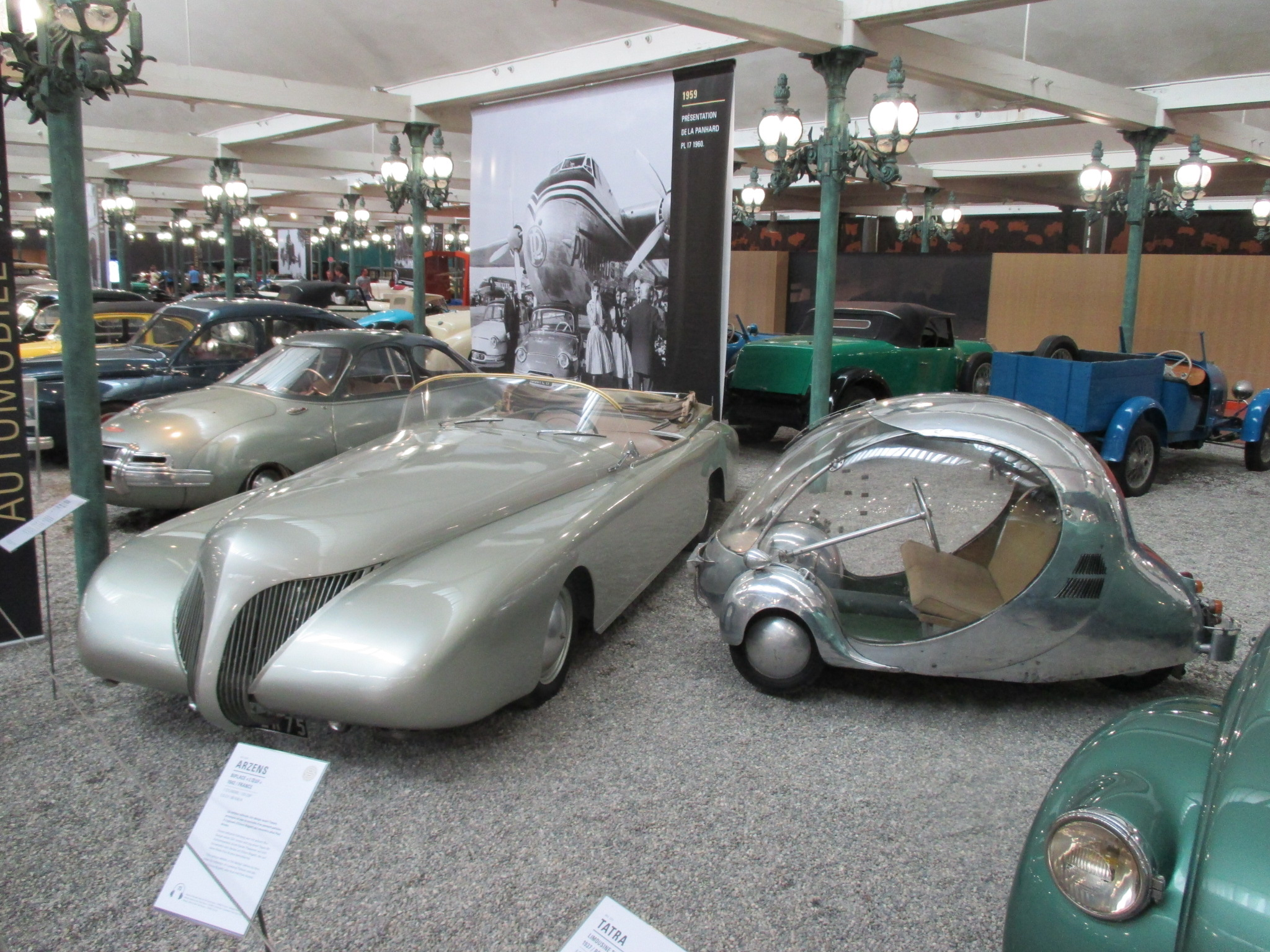
Avec La Baleine de 1938.
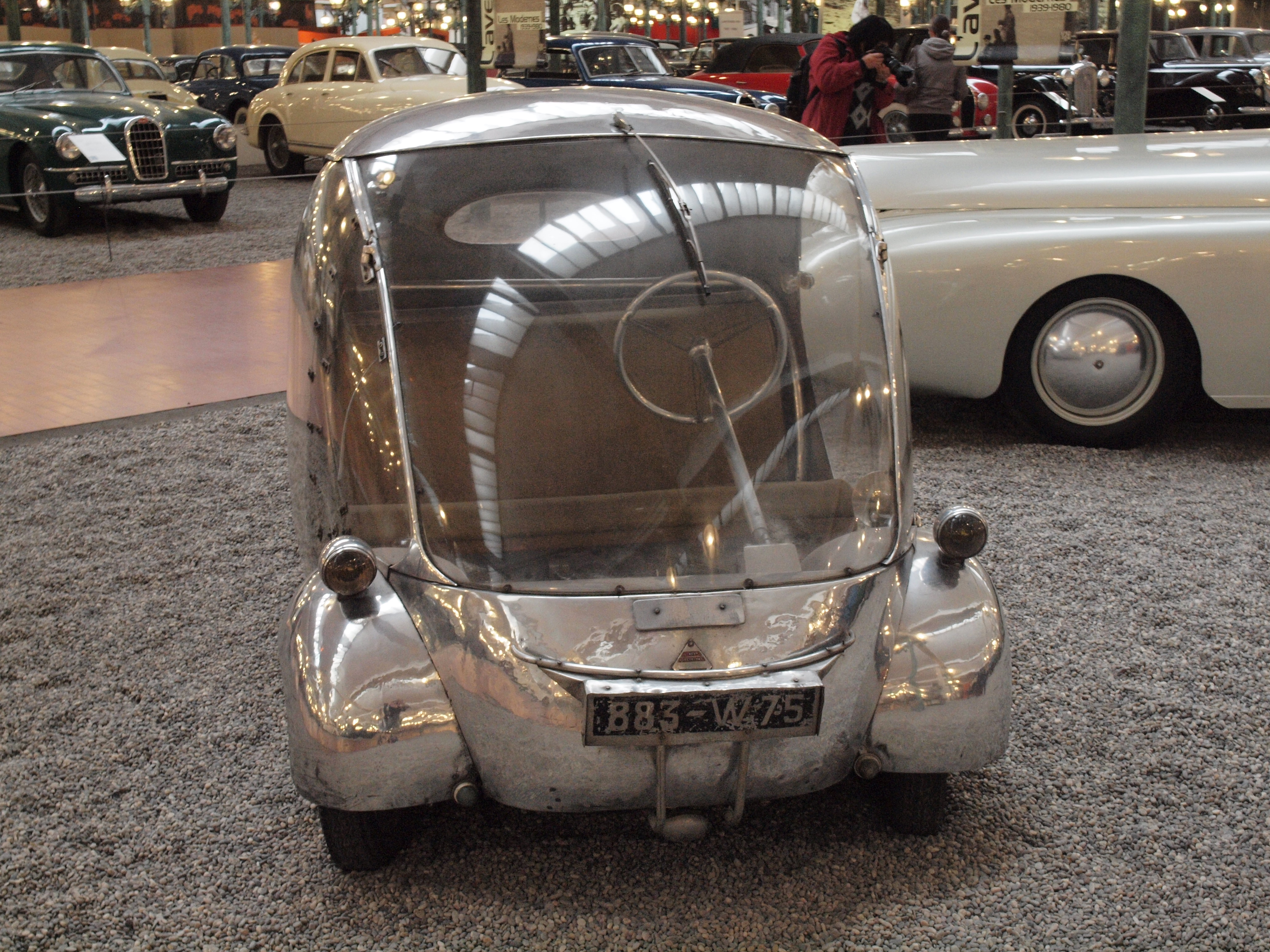
Vue de face.
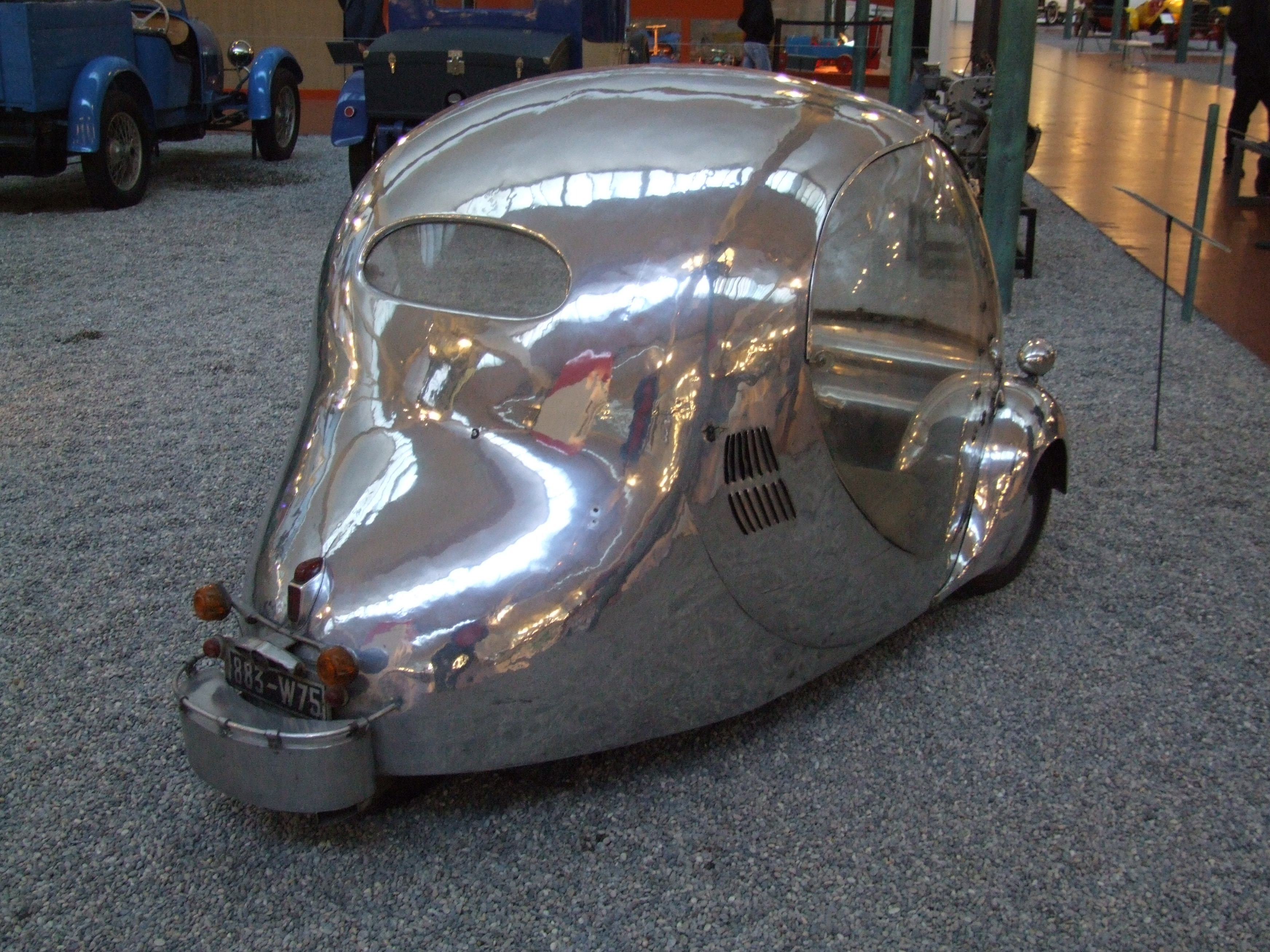
Vue arrière.

### Motorisation
Pour contourner le rationnement de carburant durant l'occupation de la France par l'Allemagne pendant la Seconde Guerre mondiale, Paul Arzens motorise son véhicule avec un moteur électrique alimenté par cinq batteries de 300 kg, de 12 volts et 250 Ah, situées sous la banquette, pour une vitesse de pointe de 70 km/h, et une autonomie de 100 km. Il remplace le moteur électrique à la fin de la guerre, par un moteur à essence monocylindre Peugeot de 125 cm3 et 5,5 ch, pour une vitesse de pointe de 80 km/h.

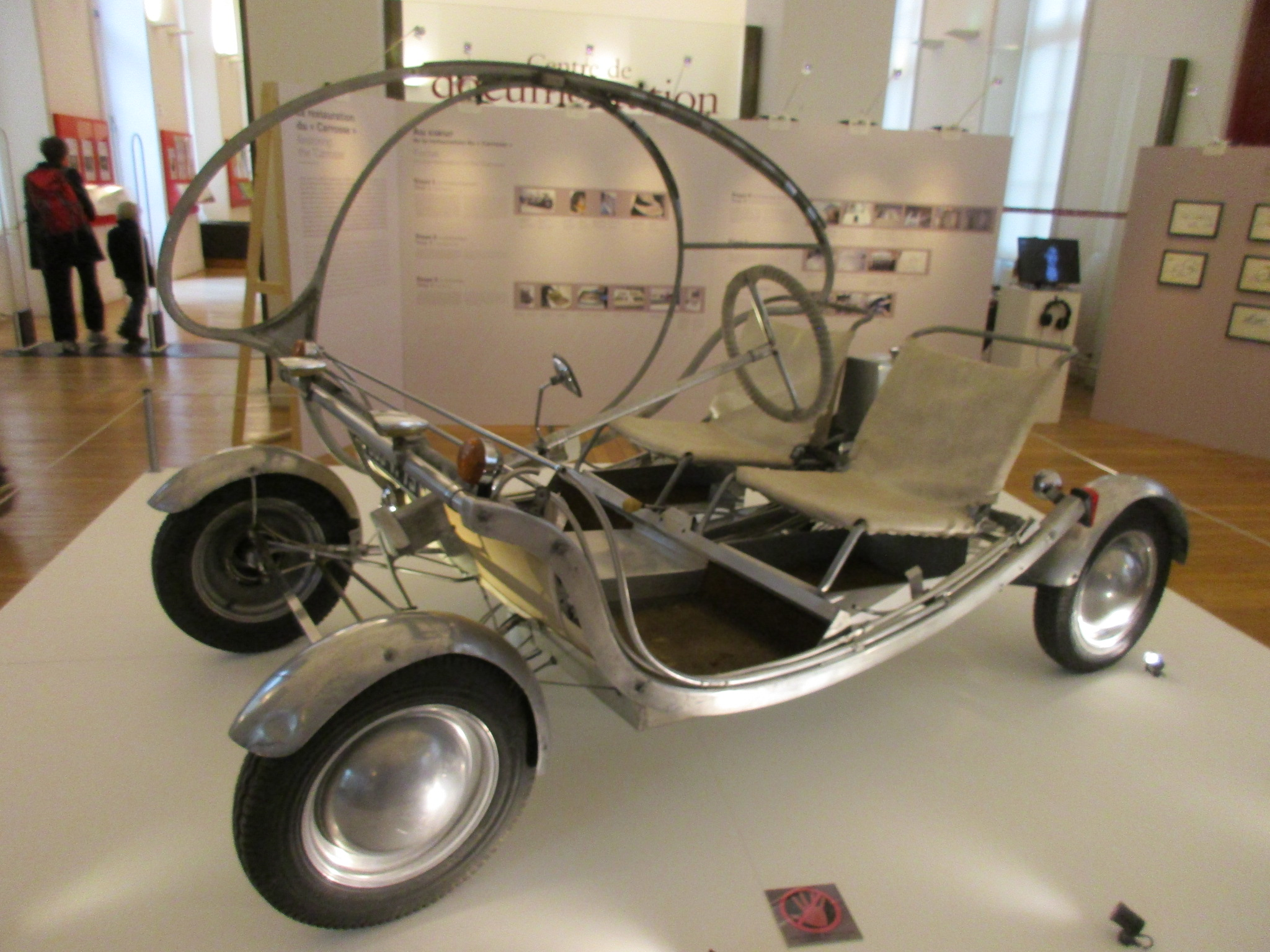
Le Carrosse, variante de 1951, au musée des Arts et Métiers de Paris

## Musée
Après avoir été utilisée par Paul Arzens comme voiture personnelle jusqu’à sa disparition en 1990, elle est acquise par le musée des Arts et Métiers du conservatoire national des arts et métiers de Paris, puis déposée à la collection Schlumpf de la Cité de l'automobile de Mulhouse, ou elle est exposée depuis avec La Baleine.
Elle inspire à Paul Arzens sa variante d'étude de prototype Le Carrosse de 1951, et peut être également entre autres les futurs concept-cars Peugeot City Toyz (2000), Peugeot Moovie (2005), Renault Twizy (2011), ou Google car (années 2010)...  